# 신서면
신서면(新西面)은 경기도 연천군의 면이다. 대광리·도신리·내산리에만 민간인이 거주하고, 마전리·답곡리·덕산리·갈현리·도밀리·신현리는 민통선 출입 영농지역이다.

## 역사
- 고구려: 소읍두현(所邑豆縣)[1]
- 조선시대 : 경기도 삭녕군 동면, 강원도 철원군 신서면
- 1895년 음력 윤5월 1일 (갑오개혁 이후) : 춘천부 철원군 신서면으로 개편되었다.[2]
- 1896년 8월 4일 : 강원도 철원군 신서면으로 개편되었다.[3]
- 1914년 4월 1일 : 10리를 5리로 개편하였다.[4] (5리 : 대광리, 도신리, 내산리, 마전리, 답곡리)
- 일제 강점기 말기나 소련 행정, 북한 치하에서 대광면으로 불린적이 있다.
- 1945년 9월 2일 : 미국과 소련이 38선을 경계로 한반도를 분할 점령함으로써 소련군정 관할 아래 들아갔다.
- 1953년 7월 27일 : 한국 전쟁의 결과, 철원군 신서면이 수복(收復)되었다.
- 1954년 11월 17일 : 철원군 인목면의 수복지구(승양·도밀·갈현·덕산·신현리)를 편입하였다.[5] (10리)
- 1963년 1월 1일 : 강원도 철원군 신서면이 경기도 연천군에 편입되었다.[6]
- 2018년 행정복지센터로 명칭변경

## 행정 구역
| 법정리 | 한자명 | 행정리                                      | 비고                                  |
| ------ | ------ | ------------------------------------------- | ------------------------------------- |
| 대광리 | 大光里 | 대광1리, 대광2리                            |                                       |
| 도신리 | 道新里 | 도신1리, 도신2리, 도신3리, 도신4리, 도신5리 | 면 행정복지센터 소재지                |
| 내산리 | 內山里 | 내산리                                      |                                       |
| 마전리 | 馬田里 | -                                           | 거주 인구 없음                        |
| 답곡리 | 畓谷里 | -                                           | 거주 인구 없음                        |
| 승양리 | 承陽里 | -                                           | 철원군 인목면에서 편입 거주 인구 없음 |
| 도밀리 | 道密里 | -                                           | 철원군 인목면에서 편입 거주 인구 없음 |
| 갈현리 | 葛峴里 | -                                           | 철원군 인목면에서 편입 거주 인구 없음 |
| 덕산리 | 德山里 | -                                           | 철원군 인목면에서 편입 거주 인구 없음 |
| 신현리 | 薪峴里 | -                                           | 철원군 인목면에서 편입 거주 인구 없음 |

## 관공서
- 대광우체국
- 연천농협 신서지점
- 연천소방서 신서119지역대
- 연천경찰서 신서파출소
- 신서보건지소
- 신서면 주민자치센터
- 대광리역
- 신탄리역
- 파주연천축협(연천지점)

## 문화,관광,휴양
- 고대산
- 역고드름
- 열쇠전망대
- 고대산캠핑리조트
- 고대산자연휴양림

## 교육기관
- 대광초등학교(http://www.taegwwang.es.kr 보관됨 2017-09-22 - 웨이백 머신)
- 대광중학교(http://www.daegwang.ms.kr 보관됨 2017-09-28 - 웨이백 머신)